# Pentadecagon

Pentadecagon

Pentadecagonul este un poligon cu 15 laturi și 15 vârfuri.